# Big block

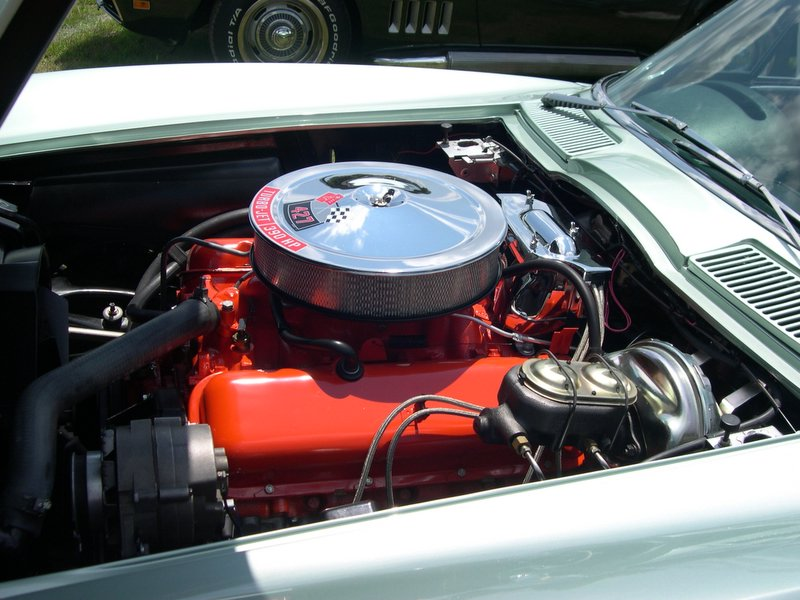
L36 427 i en Chevrolet Corvette från 1966

Big block kallas de största V8-motorerna från amerikanska Ford, GM och Chrysler. 
Det är avståndet mellan centrum på cylindrarna i varje cylinderbank som avgör om det är en smallblock eller en bigblock. På den största smallblocken till exempel ligger cylindrarna så nära varandra att det inte finns plats för vattenkylning utan de är sammanfogade i en så kallad siamesgjutning. Kylningen sker istället med två ånghål i siamesgjutningen. Nästa steg var alltså att göra veven och blocket lite längre så att ännu större kolvar fick plats.
Under 1960- och 70-talen monterades big block-motorerna i vanliga personbilar, framförallt större bilmodeller som Chevrolet Impala. Men även mellanstora bilar - till exempel Ford Torino - gick under muskelbilsepoken att beställa med dessa motorer. Till och med vissa mindre bilar, exempelvis Dodge Challenger, byggdes i extrema versioner med big block.
Big block-motorerna hade hög bränsleförbrukning, och 1970-talets oljeprishöjningar gjorde att de miste sin popularitet. Vid slutet av 1970-talet slutade de amerikanska biltillverkarna att bygga personbilar med så stora V8:or, men de fortsatte tillverka pickuper med big block-motorer.